# Christin Cooper
Christin Elizabeth Cooper (ur. 8 października 1959 w Los Angeles) – amerykańska narciarka alpejska, wicemistrzyni olimpijska i trzykrotna medalistka mistrzostw świata.

## Kariera
Na arenie międzynarodowej Christin Cooper po raz pierwszy pojawiła się w sezonie 1976/1977. W zawodach Pucharu Świata zadebiutowała 18 stycznia 1977 roku w Schruns, gdzie zajęła czternaste miejsce w slalomie. Już osiem dni później w Crans-Montana zdobyła pierwsze pucharowe punkty, zajmując w tej samej konkurencji dziesiąte miejsce.
Przełom w jej karierze nastąpił w sezonie 1980/1981, kiedy po raz pierwszy stanęła na podium zawodów pucharowych. Dokonała tego 21 stycznia 1981 roku w Crans-Montana, gdzie była druga w kombinacji, ulegając tylko Erice Hess ze Szwajcarii. W kolejnych startach jeszcze siedmiokrotnie stawała na podium, co dało jej czwarte miejsce w klasyfikacji generalnej. Była także szósta w klasyfikacji giganta oraz druga w klasyfikacji slalomu, przegrywając tylko z Hess. Rok wcześniej brała udział w igrzyskach olimpijskich w Lake Placid, gdzie byłą siódma w gigancie oraz ósma w slalomie.
Sezon 1981/1982 był najlepszym w jej karierze. W Pucharze Świata sześć razy stawała na podium, odnosząc przy tym trzy zwycięstwa: 21 grudnia w Saint-Gervais-les-Bains wygrała kombinację, a 23 stycznia w Berchtesgaden oraz 27 marca 1982 roku w Montgenèvre była najlepsza w slalomie. W klasyfikacji generalnej była trzecia, plasując się za Eriką Hess oraz Irene Epple z RFN. Trzecie miejsce zajęła także w klasyfikacji slalomu, a w klasyfikacjach giganta i kombinacji była piąta. Na przełomie stycznia i lutego 1982 roku wzięła udział w mistrzostwach świata w Schladming, gdzie zdobyła trzy medale. Najpierw zajęła trzecie miejsce w kombinacji, w której lepsze były tylko Erika Hess oraz Francuzka Perrine Pelen. Dwa dni później wywalczyła srebrny medal w gigancie, rozdzielając na podium Hess oraz Ursulę Konzett z Liechtensteinu. Na koniec zajęła także drugie miejsce w slalomie, plasując się 0,33 sekundy za Hess i 0,03 sekundy przed Włoszką Danielą Zini.
Kolejne zwycięstwo odniosła 17 grudnia 1982 roku w Piancavallo, gdzie była najlepsza w kombinacji. Tego samego dnia była też trzecia w slalomie, a 23 stycznia 1983 roku w Saint-Gervais-les-Bains była druga w gigancie. Jednak pod koniec stycznia, podczas treningów w Les Diablerets Cooper wypadła z trasy i złamała kość piszczelową, co wykluczyło ją z reszty startów w sezonie 1982/1983. W klasyfikacji generalnej zajęła ostatecznie dwunaste miejsce.
Do startów wróciła w sezonie 1983/1984. Na podium stawała dziewięciokrotnie, w tym 7 marca 1984 roku w Lake Placid odniosła swoje ostatnie zwycięstw, wygrywając giganta. Dziesięć dni później w Jasnej po raz ostatni stanęła na podium zawodów pucharowych, zajmując trzecie miejsce w slalomie. W klasyfikacji generalnej była tym razem szósta, a w gigancie zajęła drugie miejsce za Hess. W lutym 1984 roku wystartowała na igrzyskach olimpijskich w Sarajewie, gdzie była druga w gigancie. Po pierwszym przejeździe Cooper zajmowała pierwsze miejsce, z przewagą 0,10 sekundy nad swą rodaczką, Debbie Armstrong. W drugim przejeździe osiągnęła siódmy czas, co dało jej jednak drugi łączny wynik i srebrny medal. Ostatecznie o 0,40 sekundy przegrała z Armstrong, a o 0,02 sekundy pokonała brązową medalistkę, Perrine Pelen z Francji. Na tej samej imprezie wystartowała także w slalomie, jednak nie ukończyła pierwszego przejazdu i nie była klasyfikowana.
Po zakończeniu kariery sportowej pracowała jako komentatorka zawodów narciarstwa alpejskiego dla stacji CBS i NBC. W trakcie igrzysk olimpijskich w Soczi w 2014 roku Cooper spowodowała kontrowersje, przeprowadzając wywiad ze zdobywcą brązowego medalu w supergigancie, Bode Millerem. Cooper wypytywała Millera o jego zmarłego brata, przez co zawodnik popłakał się przed kamerą.

## Osiągnięcia

### Igrzyska olimpijskie
| Miejsce | Dzień     | Rok  | Miejscowość | Konkurencja | Czas biegu | Strata | Zwyciężczyni     |
| ------- | --------- | ---- | ----------- | ----------- | ---------- | ------ | ---------------- |
| 7.      | 21 lutego | 1980 | Lake Placid | Gigant      | 2:41,66    | +3,05  | Hanni Wenzel     |
| 8.      | 23 lutego | 1980 | Lake Placid | Slalom      | 1:25,09    | +4,19  | Hanni Wenzel     |
| 2.      | 13 lutego | 1984 | Sarajewo    | Gigant      | 2:20,98    | +0,40  | Debbie Armstrong |
| DNF1    | 13 lutego | 1984 | Sarajewo    | Slalom      | 1:36,47    | -      | Paoletta Magoni  |

### Mistrzostwa świata
| Miejsce | Dzień       | Rok  | Miejscowość            | Konkurencja | Czas biegu | Strata     | Zwyciężczyni |
| ------- | ----------- | ---- | ---------------------- | ----------- | ---------- | ---------- | ------------ |
| DNF2    | 3 lutego    | 1978 | Garmisch-Partenkirchen | Slalom      | 1:24,85    | -          | Lea Sölkner  |
| 23.     | 4 lutego    | 1978 | Garmisch-Partenkirchen | Gigant      | 2:41,15    | +6,65      | Maria Epple  |
| 7.      | 21 lutego   | 1980 | Lake Placid            | Gigant      | 2:41,66    | +3,05      | Hanni Wenzel |
| 8.      | 23 lutego   | 1980 | Lake Placid            | Slalom      | 1:25,09    | +4,19      | Hanni Wenzel |
| 3.      | 31 stycznia | 1982 | Schladming             | Kombinacja  | 8,99 pkt   | +11,97 pkt | Erika Hess   |
| 2.      | 2 lutego    | 1982 | Schladming             | Gigant      | 2:37,17    | +0,78      | Erika Hess   |
| 2.      | 6 lutego    | 1982 | Schladming             | Slalom      | 1:41,60    | +0,33      | Erika Hess   |

### Puchar Świata

#### Miejsca w klasyfikacji generalnej
- sezon 1976/1977: 35.
- sezon 1977/1978: 18.
- sezon 1978/1979: 21.
- sezon 1979/1980: 18.
- sezon 1980/1981: 4.
- sezon 1981/1982: 3.
- sezon 1982/1983: 12.
- sezon 1983/1984: 6.

#### Miejsca na podium
1. Crans-Montana – 21 stycznia 1981 (kombinacja) – 3. miejsce
2. Crans-Montana – 21 stycznia 1981 (slalom) – 2. miejsce
3. Les Diablerets – 31 stycznia 1981 (slalom) – 2. miejsce
4. Zwiesel – 3 lutego 1981 (slalom) – 3. miejsce
5. Zwiesel – 8 lutego 1981 (kombinacja) – 3. miejsce
6. Furano – 13 marca 1981 (gigant) – 3. miejsce
7. Furano – 15 marca 1981 (slalom) – 2. miejsce
8. Wangs-Pizol – 25 marca 1981 (gigant) – 2. miejsce
9. Oberstaufen – 9 lutego 1982 (gigant) – 2. miejsce
10. Saint-Gervais – 21 grudnia 1981 (kombinacja) – 1. miejsce
11. Berchtesgaden – 23 stycznia 1982 (slalom) – 1. miejsce
12. L’Alpe d’Huez – 21 marca 1982 (gigant) – 3. miejsce
13. Montgenèvre – 27 marca 1982 (slalom) – 1. miejsce
14. San Sicario – 25 marca 1982 (gigant) – 3. miejsce
15. Piancavallo – 17 grudnia 1982 (kombinacja) – 1. miejsce
16. Piancavallo – 17 grudnia 1982 (slalom) – 3. miejsce
17. Saint-Gervais – 23 stycznia 1983 (gigant) – 2. miejsce
18. Sestriere – 14 grudnia 1983 (kombinacja) – 3. miejsce
19. Haus – 22 grudnia 1983 (gigant) – 3. miejsce
20. Maribor – 15 stycznia 1984 (slalom) – 3. miejsce
21. Limone Piemonte – 23 stycznia 1984 (slalom) – 3. miejsce
22. Saint-Gervais – 29 stycznia 1984 (gigant) – 2. miejsce
23. Mont-Sainte-Anne – 4 marca 1984 (supergigant) – 3. miejsce
24. Lake Placid – 7 marca 1984 (gigant) – 1. miejsce
25. Waterville Valley – 11 marca 1984 (gigant) – 3. miejsce
26. Jasná – 17 marca 1984 (gigant) – 3. miejsce